# Arenicolides grubii
Arenicolides grubii är en ringmaskart som beskrevs av Jean Louis René Antoine Édouard Claparède 1868. Arenicolides grubii ingår i släktet Arenicolides och familjen Arenicolidae. Inga underarter finns listade i Catalogue of Life.